# مهرجان أبها الغنائي
مهرجان أبها الغنائي هو مهرجان موسيقي سنوي أقيم في موسم الصيف في مدينة أبها، أفتتح المهرجان في عام 1998وانتهى عام 2009.

## التاريخ
أفتتح المهرجان في عام 1998 في عهد خالد الفيصل أمير منطقة عسير الأسبق، وكان الدكتور محمد العضاضي أمين اللجنة وقتها. أقيم المهرجان الأول في مسرح المفتاحة، لمدة ست ليال وبمشاركة ستة عشر فناناً من السعودية والخليج.

### الدورة الأولى (1998)
كان أول من وقف على خشبة المسرح هوالإماراتي محمد المازم وكان ذلك في أولى ليالي المهرجان وشاركه وقتها عبد المجيد عبدالله والراحل طلال مداح، وفي الليلة الثانية وقف فنان العرب محمد عبده لأول مرة في المفتاحة في مدينة أبها وشاركه القطري علي عبدالستار، وفي ثالث ليالي المهرجان شارك كل من راشد الماجد والكويتيين نبيل شعيل ومحمد البلوشي، فيما شارك في الليلة الرابعة الكويتي عبد الله الرويشد وعبد الله رشاد ورابح صقر وفي خامس الليالي وقف كل من عبادي الجوهر وخالد عبد الرحمن والبحريني أحمد الجميري، ليعود مجدداً محمد عبده ويختم سادس ليالي الدورة الألى من حفلات أبها الغنائية ورافقه فيصل السعد. 

### الدورة الثالثة (2000)
قررت لجنة التنشيط السياحي وضع خمس ليال في هذه الدورة، بعد أن وافق ثلاثة عشر فناناً للمشاركة في حفلات أبها. وفي الليلة الأولى اعتلى المسرح كل من طلال مداح وعبادي الجوهر وعبد الله بلخير، وبعد أن قدم بالخير وعبادي الجوهر وصلتهما جاء الدور على طلال مداح ليقدم أول أغنية في وصلته، وفي الأغنية الثانية (الله يرد خطاك) سقط طلال على الأرض محتضنا عوده وكانت الحفلة منقولة على الهواء مباشرة عبر القناة الأولى للتلفزيون السعودي، نقل على الفور إلى مستشفى أبها الخاص حيث أعلن الأطباء هناك عن وفاته.
وفاة طلال مداح لخبطت قليلاً حفلات أبها الغنائية فبعد أن تردد وفاته في الدول العربية وبين صفحاتها، فضل بعض ممن قد وافقوا على المشاركة الاعتذار بسبب هذا الموقف، إلا أن الحفلات قامت فشارك في الليلة الثانية فيصل علوي وعلي عبد الستار، فيما شارك في الثالثة خالد عبد الرحمن ومحمد السليمان واختتم محمد عبده ليالي أبها الغنائية وحيدا وقدم أغنية (شفت أبها) وهي من أغاني طلال المداح.

## توقف المهرجان والمشاكل
كانت الدورات على موعد منذ عام 2005 بإلغاء واختزال حفلاتها، حيث ألغيت حفلات أبها في صيف 2005 بسبب وفاة الملك فهد بن عبد العزيز، وفي صيف عام 2006 تم أيضا إلغاء حفلات أبها بسبب العدوان الإسرائيلي على لبنان بالرغم من إعلان مهرجان أبها عن مواعيد الحفلات وأسماء الفنانين، وفي صيف 2007 شهدت حفلات أبها الكثير من الشد والجذب والتصريحات الإعلامية وكان المقرر أن يكون هناك ثلاث حفلات غنائية إلا أن أموراً مالية وصعوبة المفاوضات مع الفنانين أجبرت القائمين على المهرجان تقليص الحفلات إلى حفلة واحدة شارك فيها محمد عبده وكانت في آخر أيام المهرجان والذي تزامن مع توزيع جوائز المفتاحة.
الأحداث التي جرت صيف 2007 من مفاوضات متعسرة مع الفنانين واتهامات بعدم الوطنية بسبب ارتفاع في أجورهم المادية ألقت بظلالها على دورة 2008، حيث رفض مهرجان أبها الأجر الذي طالب به محمد عبده والذي قدر بحوالي 400 ألف ريال ورغم أن الحفلات قد حددت بثلاث فقد تواصلت الخلافات ورغم إحلال خالد عبد الرحمن كبديل لمحمد عبده فلم تتمكن اللجنة من إقامة الحفلات الغنائية واكتفت فقط بإعادة أوبريت غنائي قدمه حسين العلي بداية الصيف وختم معها المهرجان. وفي صيف أبها 2009 أعلن أمير عسير فيصل بن خالد عن توقف المهرجان الغنائي نهائيا.

## الفنانون الذين شاركو في هذا المهرجان
- طلال مداح 1998 1999 2000
- محمد عبده 1998 1999 2000 2001 2002 2004 2007 2017 2018 2019
- عبادي الجوهر 1998 1999 2000 2001 2002 2003 2004 2007 2017
- راشد الماجد 1998 1999 2003 2007
- خالد عبد الرحمن 1998 1999 2000 2001 2002 2003 2004 2007
- راشد الفارس 1998 1999 2000 2001 2004 2007
- رابح صقر 1998 1999 2000 2007
- علي عبد الستار 1998 1999 2000 2001 2002 2003
- علي عبد الكريم 1998 1999 2000 2004
- عبد الله رشاد 1998 1999 2001 2004
- عبد المجيد عبدالله 1998 1999 2001 2002 2004 2007
- أبو بكر سالم 1999
- حسين العلي 1999 2000 2001
- جواد العلي 2003
- فيصل علوي 2000
- عبد الله بالخير 1998 1999 2000 2001 2002 2003 2004
- عبد الله الرويشد 1998 1999 2002 2003 2004
- فارس مهدي 2004
- حسين الجسمي 2003 2004
- خالد الشيخ 1999
- أصيل أبو بكر 1999
- محمد المازم 1998 1999
- علي بن محمد (مغني) 1999 2000
- محمد البلوشي 1998 1999 2001
- طلال سلامة 1999
- فرقة ميامي 1999
- عبد الرب إدريس 1998 1999
- محمد السليمان 1998 1999 2000 2001
- عبد الهادي حسين 2001
- حسين قريش 2001
- محمد مرشد ناجي 2002
- فيصل السعد 1998
- نبيل شعيل 1998 1999 2001
- أحمد الجميري 1998
- عزازي 2002
- سعد جمعة (مغني) 2002
- فؤاد الكبسي 2004
- بدر الخالد 2001
- عبد العزيز المنصور (مغني) 2004
- محمد المحيني 1999